# Vicente Noble
Vicente Noble – miasto w Dominikanie, w prowincji Barahona.